# Dawelgué
Dawelgué est un village situé dans le département de Saponé de la province du Bazèga dans la région du Centre-Sud au Burkina Faso.

## Géographie
Le village coutumier de Dawelgué est situé dans le département de Saponé (province du Bazèga) à douze (12) km du chef – lieu dudit département, sur l’axe Saponé – Kombissiri. Il compte environ 1 200 habitants. Fondé par Naaba Koabga Tigré vers le 16e siècle, Dawelgué est un nom dont l’explication comporte deux versions :
La première signifierait littéralement en langue mooré ‘’ Il ne faut pas (da) divulguer (widgué) ‘’ allusion faite à la nécessité de ne pas étaler sur la place publique les pans non reluisants de l’histoire des différents clans, lignages  et familles qui sont à la base du peuplement du village.
La seconde de loin la plus répandue, serait synonyme de ‘’ Il ne faut pas (Da) séparer (welgué) ‘’. Autrement dit, il ne faut ni penser, ni pratiquer la discrimination. Ici aussi, le fait que le village se compose de clans et de lignages aux origines diverses est pour quelque chose dans le choix du nom.

## Santé et éducation
Le centre de soins le plus proche de Dawelgué est le centre médical de Saponé.